# یان سوخوپارک
یان سوخوپارک (چکی: Jan Suchopárek؛ زادهٔ ۲۳ سپتامبر ۱۹۶۹) بازیکن فوتبال اهل جمهوری چک بود.
از باشگاه‌هایی که در آن بازی کرده‌است می‌توان به باشگاه فوتبال استراسبورگ، باشگاه فوتبال اسلاویا پراگ، و دوکلا پراگ اشاره کرد.
وی همچنین در تیم‌های ملی فوتبال چکسلواکی و جمهوری چک بازی کرده‌است.